# Morengo
Morengo – miejscowość i gmina we Włoszech, w regionie Lombardia, w prowincji Bergamo.
Według danych na styczeń 2009 gminę zamieszkiwało 2635 osób przy gęstości zaludnienia 255,8 os./1 km².